# ThunderCats (serial animowany 2011)
ThunderCats – japońsko-amerykański serial animowany wyprodukowany przez Warner Bros. Animation i japońskie Studio 4 °C. Jest to remake serialu ThunderCats nadawanego w latach 1985–1990. Jego światowa premiera odbyła się 29 lipca 2011 roku na amerykańskim Cartoon Network. W Polsce premiera serialu odbyła się 14 maja 2012 roku na kanale Cartoon Network.

## Fabuła
ThunderCats to porywająca opowieść o świecie targanym kryzysem, w którym tajemna nauka ściera się z zaciekłymi pojedynkami na miecze. Książę Lion-O, młody dziedzic tronu, wraz ze swoimi kompanami musi odnaleźć „kamienie mocy”, które pozwolą mu pokonać mrocznego Mumm-Ra, przywódcę armii jaszczurów, która chce objąć panowanie nad Thunderą. Podczas poszukiwań artefaktów Lion-O i jego towarzysze nauczą się wielu wartościowych prawd o lojalności i honorze.

## Obsada
- Will Friedle – Lion-O
- Dee Bradley Baker – Slythe
- Clancy Brown – Grune
- Corey Burton – Jaga
- Emmanuelle Chriqui – Cheetara
- Robin Atkin Downes – Mumm-Ra
- Madeleine Hall – WilyKit
- Larry Kenney – Claudus
- Satomi Kōrogi – Snarf
- Matthew Mercer – Tygra
- Eamon Pirrucello – WilyKat
- Kevin Michael Richardson – Panthro

i inni

## Wersja polska
Wersja polska: SDI Media Polska

Reżyseria: Marek Robaczewski

Dialogi: Marta Robaczewska

Wystąpili:
- Michał Podsiadło – Lion-O
- Jakub Szydłowski – Mumm-Ra
- Katarzyna Łaska – Cheetara
- Grzegorz Kwiecień – Tygra
- Zbigniew Konopka – Panthro
- Robert Jarociński – Grune (odc. 1–3, 5, 12–13)
- Beata Wyrąbkiewicz –
  - WilyKit,
  - Królowa (odc. 17)
- Beata Jankowska-Tzimas – WilyKat

oraz:
- Marek Robaczewski – Jaga (odc. 1–2, 7, 12, 15–16)
- Robert Tondera – Claudus (odc. 1–2, 5, 17)
- Jacek Król –
  - uliczny kot (odc. 1),
  - Jorma (odc. 1, 24),
  - jeden z marynarzy (odc. 3),
  - Miecznik (odc. 8),
  - Viragor (odc. 11)
- Mikołaj Klimek –
  - mieszkaniec Thundery (odc. 1),
  - Lynx-O (odc. 2),
  - Kucharz (odc. 3),
  - Sauro (odc. 4),
  - prowadzący zawody (odc. 8)
- Bartosz Martyna –
  - Jaszczur #1 (odc. 1),
  - żołnierz na wieży (odc. 2),
  - jeden z marynarzy (odc. 3),
  - Emric (odc. 4),
  - przywódca Szakali (odc. 7),
  - zawodnik #3 (odc. 8)
  - Tata (odc. 18),
  - Dobo (odc. 19)
- Łukasz Węgrzynowski –
  - Jaszczur #2 (odc. 1–2),
  - Khamai (odc. 4),
  - przywódca Jaszczurów (odc. 7),
  - Jaszczur (odc. 14, 16),
  - Atticus (odc. 14–16, 21),
  - Caspin (odc. 17),
  - Mordax (odc. 20)
- Krzysztof Szczerbiński –
  - Slithe (odc. 2, 4, 6, 13–16, 21),
  - Kapitan Koinelius Tunar (odc. 3),
  - Najeźdźca (odc. 9)
- Brygida Turowska-Szymczak –
  - Stary Płatkowiec (odc. 4),
  - Mały Emric (odc. 4)
- Artur Kaczmarski – Kapitan Tygus (odc. 6–7)
- Agnieszka Fajlhauer – Panthera (odc. 7, 21)
- Tomasz Steciuk –
  - Podróżnik (odc. 8),
  - Anet (odc. 10, 12–13, 26),
  - Wziołek (odc. 19, 26)
- Janusz Wituch –
  - sprzedawca (odc. 8),
  - Aburn (odc. 10, 12–13),
  - Ptak (odc. 14),
  - Policjant (odc. 22)
- Paweł Ciołkosz – Zawodnik #1 (odc. 8)
- Paweł Szczesny –
  - Zawodnik #2 (odc. 8),
  - Ratar-O (odc. 20)
- Leszek Zduń – Zig (odc. 11)
- Adam Pluciński –
  - Kaynar (odc. 14–16, 21, 26),
  - Gusto (odc. 22)
- Krzysztof Cybiński –
  - Javan (odc. 17),
  - jeden ze szczurów (odc. 20)
- Przemysław Nikiel – Starożytne Duchy Demonów (odc. 17, 21)
- Joanna Pach – Mama (odc. 18)
- Anna Szymańczyk – Pumyra (odc. 19–21, 23–26)
- Wojciech Machnicki – Ponzi (odc. 23)
- Mieczysław Morański – Kreator Dusz (odc. 24)
- Waldemar Barwiński – Vultaire (odc. 25–26)

i inni
Lektor: Artur Kaczmarski

## Odcinki
- W  serial był emitowany od 29 lipca 2011 roku na kanale Cartoon Network.
- W  serial był emitowany od 14 maja 2012 roku na kanale Cartoon Network.

### Spis odcinków
| Premiera odcinka | Nr | Polski tytuł                   | Angielski tytuł             |
| ---------------- | -- | ------------------------------ | --------------------------- |
|                  |    |                                |                             |
| Seria pierwsza   |    |                                |                             |
|                  |    |                                |                             |
| 14.05.2012       | 01 | Przepowiednie                  | Omens                       |
| 14.05.2012       | 02 | Przepowiednie                  | Omens                       |
|                  |    |                                |                             |
| 15.05.2012       | 03 | Przebudzenie Ramlaka           | Ramlak Rising               |
|                  |    |                                |                             |
| 16.05.2012       | 04 | Pieśń Płatkowców               | Song of the Petalars        |
|                  |    |                                |                             |
| 17.05.2012       | 05 | Starzy przyjaciele             | Old Friends                 |
|                  |    |                                |                             |
| 18.05.2012       | 06 | Wyprawa do Wieży Przeznaczenia | Journey to the Cat’s Lair   |
|                  |    |                                |                             |
| 21.05.2012       | 07 | Dziedzictwo                    | Legacy                      |
|                  |    |                                |                             |
| 22.05.2012       | 08 | Miecznik i Podróżnik           | The Duelist and the Drifter |
|                  |    |                                |                             |
| 23.05.2012       | 09 | Berbile                        | Berbils                     |
|                  |    |                                |                             |
| 24.05.2012       | 10 | Widzenie niedostrzegalnego     | Sight Beyond Sight          |
|                  |    |                                |                             |
| 25.05.2012       | 11 | Las Magi Oar                   | The Forest of Magi Oar      |
|                  |    |                                |                             |
| 28.05.2012       | 12 | Wymiar astralny                | Into the Astral Plane       |
|                  |    |                                |                             |
| 29.05.2012       | 13 | Skłóceni bracia                | Between Brothers            |
|                  |    |                                |                             |
| 29.09.2012       | 14 | Posiłki                        | New Alliances               |
|                  |    |                                |                             |
| 30.09.2012       | 15 | Wyzwania Lion-O                | Trials of Lion-O            |
| 06.10.2012       | 16 | Wyzwania Lion-O                | Trials of Lion-O            |
|                  |    |                                |                             |
| 07.10.2012       | 17 | Powrót syna                    | Native Son                  |
|                  |    |                                |                             |
| 13.10.2012       | 18 | Walka o przetrwanie            | Surival of the Fittest      |
|                  |    |                                |                             |
| 14.10.2012       | 19 | Arena                          | The Pit                     |
|                  |    |                                |                             |
| 20.10.2012       | 20 | Klątwa Ratilli                 | Curse of Ratilla            |
|                  |    |                                |                             |
| 21.10.2012       | 21 | Dzień stworzenia ostrza        | Birth of the Blades         |
|                  |    |                                |                             |
| 27.10.2012       | 22 | Worek bez dna                  | The Forever Bag             |
|                  |    |                                |                             |
| 28.10.2012       | 23 | Przepis na katastrofę          | Recipe for Disaster         |
|                  |    |                                |                             |
| 03.11.2012       | 24 | Kreator dusz                   | The Soul Sever              |
|                  |    |                                |                             |
| 04.11.2012       | 25 | Co kryje się w chmurach?       | What Lies Above             |
| 10.11.2012       | 26 | Co kryje się w chmurach?       | What Lies Above             |
|                  |    |                                |                             |